# Sport Recife
Sport Club do Recife, zwany na ogół Sport – brazylijski klub piłkarski z siedzibą w Recife, w stanie Pernambuco.

## Historia

### Założenie klubu
Dnia 31 maja 1905 po spotkaniu 23 założycieli Associação dos Empregados do Comércio (Związek Pracowników Handlowych) założony został Sport Club do Recife. Stan Pernambuco wypożyczył kierownictwu nowego klubu własną wielką halę.
Pierwszy oficjalny mecz Sport Recife miał miejsce jeszcze w 1905. Klub zmierzył się z zespołem zwanym English Eleven. Mecz, stoczony na zabłoconym boisku, zakończył się remisem, a jedyną i jednocześnie pierwszą oficjalną bramkę dla Sport Recife zdobył Torquatro Gonçalves. Sport Recife zagrał w następującym składzie: L. F. Lathan – L. Parrot and E. Nosworthy – A. G. Silva, Colander, Ramiro – Guilherme Fonseca, Coimbra, Alberto Amorim, J. Gonçalves, Torquatro Gonçalves.

### Pierwszy tytuł mistrza stanu
Drużyna w 1916 zadebiutowała w mistrzostwach stanu Campeonato Pernambucano i od razu je wygrała. W finale 16 grudnia zespół pokonał Santa Cruz FC 4:1 (bramki Mota 2, Asdrúbal oraz Vasconcelos). Skład mistrzowskiej drużyny: Cavalcanti – Briant, Paulino – Town, Robson, Smerthurst – Asdrúbal, Mota, Anagam, Vasconcelos, Smith.

### Mistrz Brazylii 1987
Mistrzostwa w 1987 były bardzo kontrowersyjne. Z powodu problemów organizacyjnych w poprzednich mistrzostwach, brazylijska federacja piłkarska CBF zezwoliła organizacji Clube dos 13 (organizacja odpowiedzialna za reprezentowanie interesów 20 największych klubów piłkarskich Brazylii) zorganizować rozgrywki Série A w 1987. Mistrzostwa złożone zostały z dwóch modułów. Pierwszy z nich, „Módulo verde” (moduł zielony), zawierał najsilniejsze kluby, większość z nich z Série A z 1986, i rozegrał swoje własne mistrzostwa zorganizowane przez Clube dos 13. Drugim modułem był „Modulo amarlo” (żółty moduł), którego rozgrywki zostały zorganizowane przez narodową federację CBF i składał się on z klubów uważanych za słabsze, a większość z nich pochodziła z Série B z 1986.
Reguły wcale nie mówiły o tym, którego modułu zwycięzca ma prawo uważać się za mistrza czy wicemistrza Brazylii. Nie przewidziano także żadnych baraży pomiędzy zwycięzcami obu modułów by rozstrzygnąć bezdyskusyjnie sprawę mistrzostwa. Natomiast wobec odniesionego sukcesu finansowego rozgrywek „modułu zielonego” CBF postanowił zaangażować się organizacyjnie w jego rozgrywki.
Nagle, w trakcie rozgrywek CBF zmieniło reguły i postanowiło, że mistrz i wicemistrz z obu modułów awansują do fazy barażowej. Z „modułu zielonego” były to CR Flamengo i SC Internacional, natomiast z „modułu żółtego” Sport Recife i Guarani FC. Kluby z silniejszego modułu odmówiły udziału w dodatkowych barażach, uważając się za mistrza i wicemistrza ligi Campeonato Brasileiro Série A, a CBF oskarżyły o zmianę reguł w trakcie sezonu. Uznały, że nie ma sensu rozgrywać meczów z mistrzem i wicemistrzem Série B, czyli niższej ligi.
Organizacje Clube dos 13 i CND (Conselho Nacional de Desportos) poparły stanowisko klubów CR Flamengo i SC Internacional i ogłosiły oba kluby mistrzem i wicemistrzem Brazylii w 1987.
Dla CONMEBOL, CBF i FIFA Sport Recife był mistrzem, a CR Flamengo i SC Internacional zostały zdyskwalifikowane.
W 1988 do Copa Libertadores dopuszczono mistrza i wicemistrza rozgrywek „modułu żółtego” – Sport Recife i Guarani FC.

## Osiągnięcia
- Mistrzostwo Brazylii (Campeonato Brasileiro Série A): 1987
- Mistrz drugiej ligi brazylijskiej (Campeonato Brasileiro Série B): 1990
- Campeonato do Nordeste: 1994, 2000
- Copa Norte-Nordeste: 1968
- Mistrz stanu Pernambuco (Campeonato Pernambucano) (38 razy): 1916, 1917, 1920, 1923, 1924, 1925, 1928, 1938, 1941, 1942, 1943, 1948, 1949, 1953, 1955, 1956, 1958, 1961, 1962, 1975, 1977, 1980, 1981, 1982, 1988, 1991, 1992, 1994, 1996, 1997, 1998, 1999, 2000, 2003, 2006, 2007, 2008, 2009

## Derbowi rywale
Największymi derbowymi rywalami Sport Recife są kluby Clube Náutico Capibaribe oraz Santa Cruz Recife.
Z klubem Clube Náutico Capibaribe Sport Recife rozegrał pierwszy mecz w 1909 w obecności 4000 widzów.

## Stadion
Stadion klubu Sport Recife Estádio Ilha do Retiro, o pojemności 40 000 widzów, oddany został do użytku w 1937.
Podczas piłkarskich mistrzostw świata w 1950 na stadionie klubu Estádio Ilha do Retiro rozegrany został mecz Chile – USA 5:2.

## Znani gracze w historii klubu
- Ademir
- Raúl Bentancor (1959-63)
- Brasília
- Djalma
- Glauber
- Juninho Pernambucano
- Manga
- Marcilio de Aguiar
- Traçaia
- Vavá
- Zé Maria
- Osvaldo Baliza (1955-59)
- Simão (1943-46)